# سيزار كارينيانو
سيزار اندريس كارينانو (28سبتمبر 1982) هو لاعب كرة قدم أرجنتيني يلعب كمهاجم، عاد حاليا إلى فريق بازل السويسري بعد أن قضى فترة صغيرة مع فريق كلوب اميركا المكسيكي خلال كأس ليبرتادوريس 2007.

## وصلات خارجية
- سيزار كارينيانو على موقع قاعدة بيانات كرة القدم.إي يو (الإنجليزية)
- سيزار كارينيانو على موقع ناشيونال فوتبول تيمز (الإنجليزية)
- سيزار كارينيانو على موقع Soccerway.com (الإنجليزية)